# Marine Midland Building
140 Broadway (formalmente conosciuto come l'Marine Midland Building o HSBC Bank Building), è un grattacielo di New York situato nella zona di Broadway, a Manhattan. L'edificio alto circa 210 metri è occupato principalmente della società Brown Brothers Harriman dal 2003. Costruito tra il 1964 e il 1967, è oggi il cinquantacinquesimo edificio più alto di New York. Il grattacielo è classificato come landmark.

## Architettura
140 Broadway è stato progettato da Skidmore, Owings & Merrill (SOM) in stile internazionale, con Gordon Bunshaft come responsabile del progetto.  È stato eretto dalla Diesel Construction Company, co-fondata dal prolifico sviluppatore immobiliare Erwin S. Wolfson, e guidata da Carl Morse al momento della costruzione dell'edificio. Roger N. Radford era il leader del team di progettazione; Allan Labie era il project manager; Bradley B. Sullivan era il responsabile dei lavori; e James Ruderman era l'ingegnere strutturale. La Thomas Crimmins Construction Company è stata assunta per scavare il sito, e la U.S. Steel ha fornito l'acciaio.

### Forma e facciata
Il Dipartimento di Pianificazione Urbana di New York City approvò la Risoluzione di Zoning del 1961 nell'ottobre del 1960, e le nuove norme di zonizzazione entrarono in vigore nel dicembre del 1961, sostituendo la Risoluzione di Zoning del 1916. Anziché l'inclusione di arretramenti, come le vecchie leggi di zonizzazione avevano incoraggiato, le nuove leggi di zonizzazione consentirono ai grattacieli di avere una massa voluminosa con superficie calpestabile aggiuntiva, in cambio dell'inclusione di spazi aperti a livello del suolo. Il progetto di 140 Broadway aderì rigorosamente alla legge del 1961; secondo Radford, la legge "forzava la massa dell'edificio verso il centro del sito".
Harry Helmsley, che assunse la direzione dello sviluppo dell'edificio dopo la morte di Wolfson, cercò di enfatizzare l'asse verticale dell'edificio. Di conseguenza, Radford decise di enfatizzare le guide verticali per il lavaggio delle finestre lungo la facciata in alluminio nero. La facciata è altrimenti liscia, con pannelli di vetro scuro e finiture delle finestre in alluminio leggermente testurizzate. La facciata occidentale ha tre campate verticali di sei finestre ciascuna, mentre la facciata orientale ha quattro campate di sei finestre. Le facciate settentrionale e meridionale hanno ciascuna sette campate di sei finestre.

### Piazza

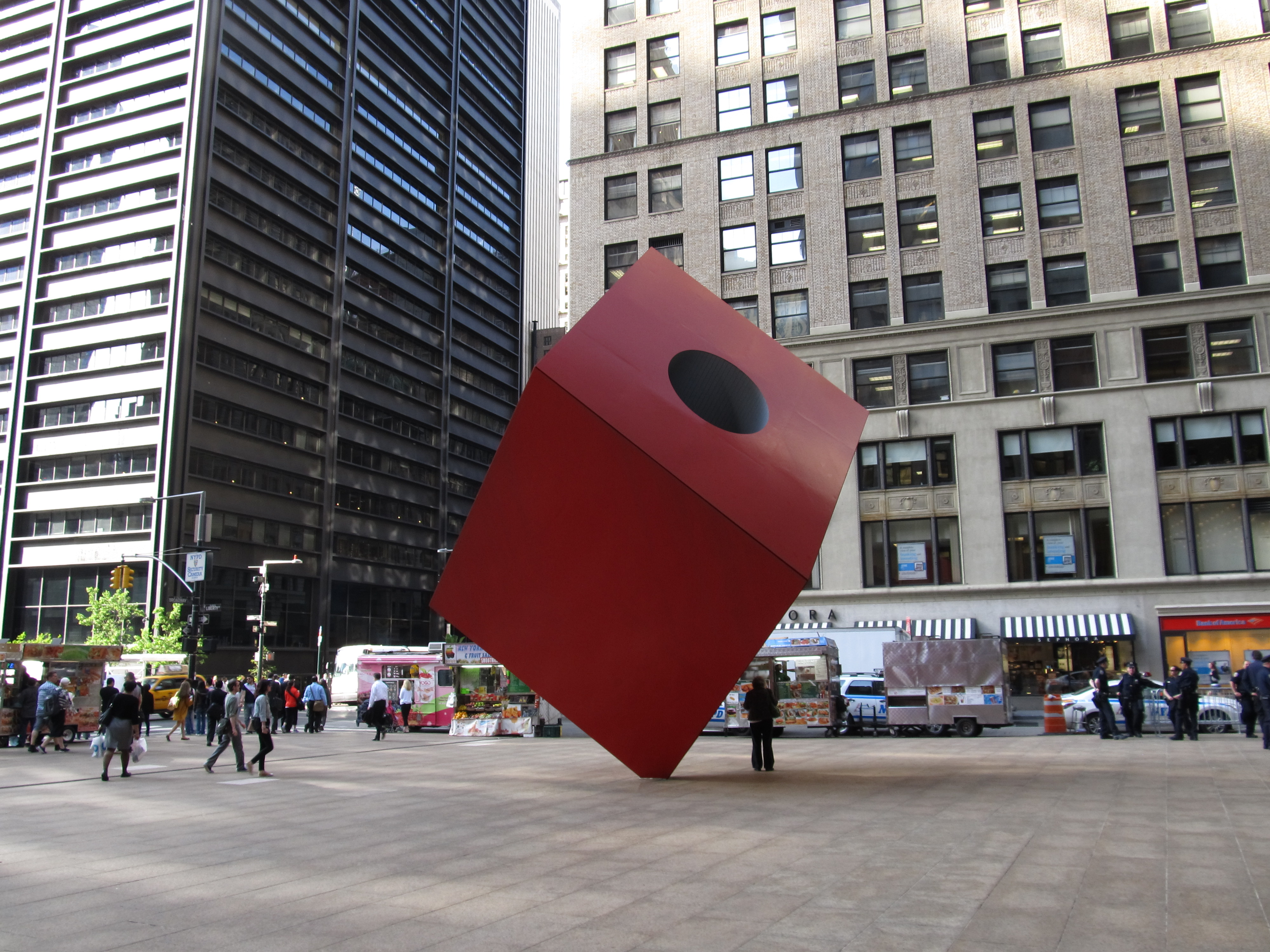
Il Cubo

Il 140 Broadway è arretrato di 80 piedi (24 m) dal marciapiede di Broadway, di 9,1 m dal marciapiede di Cedar Street e di 7,6 m dal marciapiede di Liberty Street. In questo spazio intermedio si trova una piazza pubblica realizzata in travertino bianco piastrellato. Un ingresso alla stazione Broad Street della metropolitana di New York City esisteva sull'angolo sud-est della piazza, ma è stato rimosso nel 1999. Un monumento in granito a Harry Helmsley si trova all'angolo sud-ovest della piazza..

### Il Cubo
Secondo Radford, Bunshaft suggerì di coinvolgere Isamu Noguchi nel progetto. Durante la costruzione dell'edificio, a Noguchi fu commissionata la creazione di una scultura per la porzione di piazza che si affaccia su Broadway. Inizialmente aveva proposto un "megalito" o un "gruppo di monoliti primitivistici". Tuttavia, Helmsley ritenne che il "megalito" sarebbe costato troppo. Successivamente, Bunshaft suggerì di combinare la "serie di rocce" di Noguchi in un unico blocco.

## Media
- Numerose scene del film Una squillo per l'ispettore Klute sono state girate nei pressi o negli interni del grattacielo
- La struttura appare nel video musicale Empire State of Mind di Jay Z e in quello di Devils Haircut di Beck